# Liste der Kulturgüter in Bern/Länggasse-Felsenau
Die Liste der Kulturgüter in Bern/Länggasse-Felsenau enthält alle Objekte im Stadtteil II, Länggasse-Felsenau von Bern, die gemäss der Haager Konvention zum Schutz von Kulturgut bei bewaffneten Konflikten, dem Bundesgesetz vom 20. Juni 2014 über den Schutz der Kulturgüter bei bewaffneten Konflikten sowie der Verordnung vom 29. Oktober 2014 über den Schutz der Kulturgüter bei bewaffneten Konflikten unter Schutz stehen.
Objekte der Kategorien A und B sind vollständig in der Liste enthalten, Objekte der Kategorie C fehlen zurzeit (Stand: 1. Januar 2023). Unter übrige Baudenkmäler sind Objekte zu finden, die im Bauinventar der Stadt Bern als «schützenswert» verzeichnet sind.

## Kulturgüter
| Foto | | Objekt | Kat. | Typ | Standort                                            | Beschreibung |
| ---- | --- | --- | ---- | --- | --------------------------------------------------- | --- |
| BW   | Datei hochladen · Wikidata zu Archiv fenaco Genossenschaft (Q113870615)                                    | Archiv Fenaco Genossenschaft KGS-Nr.: 00274 | A    | S   | Erlachstrasse 5 599642 / 200042                     | Archivbestände der Agrargenossenschaft Fenaco. |
| ja   | Datei hochladen · Wikidata zu Engehalbinsel (Q1341754)                                                     | Engehalbinsel KGS-Nr.: 00620 | A    | F   | 600841 / 203615                                     | Archäologische Fundstellen eines keltischen Oppidums der Latènezeit und eines Vicus der Römerzeit. Zu den Funden gehören u. a. die Berner Zinktafel und ein Amphitheater sowie eine Therme im Reichenbachwald auf der Engehalbinsel, die 1937/38 bei Ausgrabungen entdeckt wurde und heute in Form einer Teilrekonstruktionen unter einem Schutzdach sichtbar ist. |
| ja   | Datei hochladen · Wikidata zu Neubrügg (Q1688816)                                                          | Neubrügg KGS-Nr.: 00638 | A    | G   | Neubrückstrasse 599202 / 202518                     | In den Jahren 1534/35 erbaute gedeckte Holzbrücke über die Aare, ältestes erhalten gebliebenes Bauwerk dieser Art im Kanton Bern. Die vier gemauerten Pfeiler bestehen aus Tuff, Nagelfluh und Sandstein, während die Holzkonstruktion hauptsächlich aus Tannenholz besteht (wichtige tragende Elemente auch aus Eichenholz). Objekt liegt hälftig auf dem Gemeindegebiet von Bern (KGS-Nr. 00638) und Kirchlindach (KGS-Nr. 10503).                                                                                              |
| ja   | Datei hochladen · Wikidata zu Stiftung SAPA, Schweizer Archiv der Darstellenden Künste (Q50920401)         | Stiftung SAPA (Schweizer Archiv der Darstellenden Künste, Schweizerische Theatersammlung)(weitere Standorte in Zürich und Lausanne) KGS-Nr.: 00650 | A    | S   | Schanzenstrasse 15 599838 / 199772                  | Sammlung, Dokumentation, Archivierung und Verbreitung des schweizerischen Theaterschaffens. Die Stiftung betreut ein Archiv, eine Bibliothek und ein Museum. |
| ja   | Datei hochladen · Wikidata zu Universität Bern, Institute (Q19362519)                                      | Universität Bern, Institute KGS-Nr.: 00658 | A    | G   | Baltzerstrasse 1–5 599213 / 200060                  | In den Jahren 1928 bis 1931 nach Plänen von Salvisberg & Brechbühl erbautes Institutsgebäude der Universität Bern. Der grosszügig dimensionierte, flach gedeckte Sichtbetonbau überbrückt eine Geländemulde und gehört zu den Hauptvertretern des Neuen Bauens in der Schweiz. |
| ja   | Datei hochladen · Wikidata zu Verwaltungsgebäude Bern-Jura-Bahn (ehemals Generaldirektion SBB) (Q19362480) | Verwaltungsgebäude Bern-Jura-Bahn (ehemals Generaldirektion SBB) KGS-Nr.: 00691                                                                    | A    | G   | Hochschulstrasse 6 599873 / 199891                  | 1876/77 von Louis-Frédéric de Rutté erbautes, stadtbildprägendes Verwaltungsgebäude im Stil des französischen Frühbarocks. Ursprünglich von der Bern-Jura-Bahn genutzt, ab 1890 von der Jura-Simplon-Bahn. 1901 im Auftrag der Schweizerischen Bundesbahnen durch Ernst Hünerwadel um zwei Flügel zu einer U-förmigen Anlage ergänzt. |
| ja   | Datei hochladen · Wikidata zu Halenbrücke (Q1570866)                                                       | Halenbrücke KGS-Nr.: 00693 | A    | G   | 598463 / 202244                                     | Von Jakob Bolliger entworfene und in den Jahren 1911 bis 1913 erbaute Bogenbrücke über die Aare. Ihre Gesamtlänge beträgt 234 m bei einer Höhe von 38 m. Sie gilt als ein Hauptwerk des frühen Betonbrückenbaus in der Schweiz. Im südlichen Brückenabschnitt überspannt der parabelförmige Hauptbogen den Fluss, daran schliessen sich im Norden vier kleinere Bögen an. Objekt liegt hälftig auf dem Gemeindegebiet von Bern (KGS-Nr. 00693) und Kirchlindach (KGS-Nr. 10504).                                                  |
| ja   | Datei hochladen · Wikidata zu Pauluskirche (Q2064298)                                                      | Reformierte Pauluskirche KGS-Nr.: 00720 | A    | G   | Freiestrasse 8 599357 / 200198                      | In den Jahren 1902 bis 1905 entstandenes reformiertes Kirchengebäude mit markantem Turm, nach Plänen von Karl Moser und ausgeführt durch Walter Joss. Gilt als bedeutendste Kirche des Jugendstils in der Schweiz. Der Grundriss beruht auf einem griechischen Kreuz mit breiten, in der Längsachse etwas verlängerten Armen, über jedem Kreuzarm ragt ein mächtiger, steiler und geschweifter Blendgiebel auf. |
| ja   | Datei hochladen · Wikidata zu Hauptgebäude der Universität Bern (Q1589476)                                 | Universität Bern, Hauptgebäude KGS-Nr.: 00733 | A    | G   | Hochschulstrasse 4 599966 / 199929                  | Zentraler Bau der Universität Bern, erbaut von 1900 bis 1903 nach Alfred Hodler und Eduard Joos. Sein würfelförmiger Hauptkörper mit Eingangshalle, Auditorium und Aula wird durch zwei winkelförmige Seitenflügel zu einer U-förmigen Anlage ergänzt. Aus architektur- und kulturgeschichtlicher Sicht wertvoller, gestalterisch qualitätvoller Bau in Neorenaissance- und Neobarockformen. |
| ja   | Datei hochladen · Wikidata zu Staatsarchiv des Kantons Bern (Sammlung) (Q2324779)                          | Staatsarchiv des Kantons Bern (Sammlung) KGS-Nr.: 08801                                                                                            | A    | S   | Falkenplatz 4, 6 599880 / 199979                    | Sammlung, Erschliessung und Verwahrung das archivalische Kulturgut des Kantons Bern. Umfasst Kanzleiarchiv, Verwaltungsarchive, staatliche Sammlungen, Spezialarchive und Bibliothek. |
| ja   | Datei hochladen · Wikidata zu Ehemaliges Gebäude der Eidgenössischen Alkoholverwaltung (Q19362475)         | Ehemaliges Gebäude der Eidgenössischen Alkoholverwaltung KGS-Nr.: 08984                                                                            | A    | G   | Länggassstrasse 31 599514 / 200239                  | Dreistöckiges Bürogebäude der Eidgenössischen Alkoholverwaltung, im Jahr 1903 von Ernst Hünerwadel erbaut. Zweiflügelige Anlage unter Mansarddach mit über Eck gestelltem, mächtigem Portalrisalit. Die Formen des Bauwerks zeigen eine seltene Synthese zwischen Neobarock und Jugendstil. |
| ja   | Datei hochladen · Wikidata zu Ehemalige Städtische Reitschule (Q110435503)                                 | Ehemalige Städtische Reitschule KGS-Nr.: 09013 | A    | G   | Schützenmattstrasse 7–11 600155 / 200221            | 1895 bis 1897 von Albert Gerster erbaut. Zunächst Nutzung als Reitschule, dann als Lagerhaus; heute als alternatives Jugend- und Kulturzentrum genutzt. Der Komplex besteht aus fünf Gebäuden um einen Innenhof (Grosse Reithalle, Stallgebäude, Stallmeister- und Bedienstetenhaus, Remisen Nord und Ost). Die Gestaltung der Gebäude wurzelt im Historismus, besonders in einem romantischen Formenempfinden, wozu zahlreiche Quergiebel, Erker, Lukarnen und Ecktürmchen beitragen.                                            |
| ja   | Datei hochladen · Wikidata zu Universität Bern, Archiv des Instituts für Medizingeschichte (Q19362518)     | Universität Bern, Sammlung des Instituts für Medizingeschichte KGS-Nr.: 09297                                                                      | A    | S   | Bühlstrasse 26 599335 / 200035                      | Das Institut für Medizingeschichte der Universität Bern ist eine akademische Lehr- und Forschungsinstitution, die eine Bibliothek, ein Archiv und grössere Sammlungsbestände betreut. |
| ja   | Datei hochladen · Wikidata zu Felsenauviadukt (Q1404187)                                                   | Felsenauviadukt KGS-Nr.: 09396 | A    | G   | Autobahn A1 600670 / 202010                         | Viadukt der Autobahn A1 über die Aare, erbaut von 1972 bis 1975 nach einem Entwurf von Christian Menn (in Zusammenarbeit mit dem Ingenieurbüro Emch+Berger). Hohlkastenbrücke aus vorgespanntem Beton, mit je zwei Haupt- und Nebenöffnungen und beidseitigen Vorlandbrücken. Die Gesamtlänge beträgt 1116 m bei einer maximalen Stützweite von 144 m und einer Höhe von 60 m. Als längste Brücke der A1 eines der Hauptwerke des schweizerischen Nationalstrassenbaus.                                                           |
| ja   | Datei hochladen · Wikidata zu Gymnasium Neufeld (Q1558195)                                                 | Gymnasium Neufeld KGS-Nr.: 16932 | A    | G   | Bremgartenstrasse 131, 133–137 599197 / 200928      | Der in den Jahren 1962 bis 1966 von Andres + Wyler erbaute Gebäudekomplex umfasst das Hauptgebäude, die Aula und die Turnhallen; hinzu kommt ein Ergänzungstrakt von 1974. Die Bauten stellen eine Weiterentwicklung des Pavillonsystems dar und sind dem Internationalen Stil verpflichtet. |
| BW   | Datei hochladen · Wikidata zu Bremgartenwald, keltische Viereckschanze (Q29651663)                         | Bremgartenwald, keltische Viereckschanze KGS-Nr.: 00613                                                                                            | B    | F   | Bremgartenwald 598525 / 201350                      | Überreste einer keltischen Viereckschanze auf einem leicht überhöhten Plateau im Bremgartenwald. |
| ja   | Datei hochladen · Wikidata zu Staatsarchiv des Kantons Bern (Gebäude) (Q56219672)                          | Staatsarchiv des Kantons Bern (Gebäude) KGS-Nr.: 00653                                                                                             | B    | G   | Falkenplatz 4, 6 599880 / 199979                    | Erbaut 1939/40 nach Plänen von Walter von Gunten für das Staatsarchiv des Kantons Bern. Winkelförmiger Baukubus unter schwach geneigten Walmdächern. Lang gezogener, verputzter Archivtrakt mit halbrund auskragendem Treppenhaus, daran angebaut der mit Kunststeinplatten verkleidete Verwaltungstrakt. |
| ja   | Datei hochladen · Wikidata zu Obergericht des Kantons Bern (Q29651718)                                     | Obergericht KGS-Nr.: 00717 | B    | G   | Hochschulstrasse 17 599800 / 199802                 | In den Jahren 1906 bis 1910 nach Plänen von Wilhelm Bracher und Friedrich Widmer erbauter, stadtbildprägender Sitz des Obergerichts des Kantons Bern. Der zunächst lineare Baukörper wurde 1915 durch einen östlichen Flügelbau zu einer winkelförmigen Anlage erweitert. Dreigeschossige neobarocke Sandsteinbauten mit massiven Kalksteinsockeln und steilen, geknickten Walmdächern. |
| ja   | Datei hochladen · Wikidata zu Wohn- und Geschäftshaus (Q28653578)                                          | Wohn- und Geschäftshaus KGS-Nr.: 00744 | B    | G   | Hallerstrasse 1 / Falkenplatz 22–24 599739 / 200035 | 1899/1900 von C. D. Gottschalk erbautes, städtisches Mietshaus mit Verkaufsläden im Erdgeschoss. Mit Ausnahme der Rückseite reich ausgeformter, viergeschossiger Bau mit Mansarddach, Eckveranda-Erkern und Dachaufbauten mit Kuppeln. Sein repräsentatives, schlossartiges Aussehen verleiht dem Gebäude eine wichtige städtebauliche Funktion am Quartiereingang. |
| ja   | Datei hochladen · Wikidata zu Engepromenade (Q56413444)                                                    | Engepromenade KGS-Nr.: 10608 | B    | G   | Engestrasse 600187 / 201383                         | In den Jahren 1738/40 und 1753 von Viererobmann Samuel Ludwig Gruber als Doppelweg mit Ulmen, Laubwänden, Rasenparterres und Ruhebänken angelegt. 1928 um Spiel- und Ruheplätze ergänzt, 1947 um einen Brunnen. |
| ja   | Datei hochladen · Wikidata zu Reformierte Matthäuskirche (Q113682270)                                      | Reformierte Matthäuskirche KGS-Nr.: 17178 | B    | G   | Reichenbachstrasse 114 600917 / 202730              | In den Jahren 1962 bis 1965 nach Plänen des Architekturbüros Frey, Egger + Peterhans erbautes reformiertes Kirchengebäude, am Standort des 1955 abgebrochenen Pulverturms. Das zeltartige Bauwerk ist als Tetraeder über einem gleichseitigen Dreieck gespannt. Die nach Nordwesten gerichtete Chorwand ist steiler geführt, verjüngt sich und ist durch keilförmige Lichtbänder von den beiden anderen Dachflächen abgesetzt. Im Eingangsbereich aussen befindet sich die Stahlband-Plastik Te Deum Laudamus von Werner Witschi. |
| BW   | Datei hochladen · Wikidata zu Schulanlage Rossfeld (Q113899567)                                            | Schulanlage Rossfeld KGS-Nr.: 17183 | B    | G   | Reichenbachstrasse 101–105 600784 / 202503          | Die von 1954 bis 1956 nach Plänen von Werner Küenzi erbaute Schulanlage besteht aus drei Trakten: Dem dreigeschossigen, räumlich dominierenden Hauptbau für die Oberstufe, der daran angebaute eingeschossige Unterstufentrakt und quer zum lang gestreckten Komplex der Turnhallenbau. Die Pavillonanlage nimmt die Moderne der frühen 1960er Jahre vorweg. |
| BW   | Datei hochladen · Wikidata zu Altersheim Jolimont (Q113934589)                                             | Altersheim Jolimont KGS-Nr.: 17188 | B    | G   | Reichenbachstrasse 39–41 600405 / 202017            | In den Jahren 1971/72 nach Plänen von Urs Bürki erbautes Altersheim aus Sichtbeton, bestehend aus einem grossen Wohntrakt und einem südseitig davon freistehenden, ursprünglich als Restaurant geplanten Verpflegungsgebäude über unregelmässig polygonalem Grundriss. |

## Übrige Baudenkmäler
Hinweis: Anstelle der KGS-Nummer wird als Objekt-Identifikator (ID) die Grundstücksnummer verwendet.
| ID       | Foto |                                                                                                 | Objekt                                                         | Typ | Standort                                                     | Beschreibung                                                                                     |
| -------- | ---- | ----------------------------------------------------------------------------------------------- | -------------------------------------------------------------- | --- | ------------------------------------------------------------ | ------------------------------------------------------------------------------------------------ |
| 6        | BW   | Datei hochladen                                                                                 | Wohnhaus (1844–1846)                                           | G   | Falkenplatz 14 599812 / 199999                               |                                                                                                  |
| 7        | BW   | Datei hochladen                                                                                 | Wohnhaus (1844–1846)                                           | G   | Falkenplatz 16 599794 / 200004                               |                                                                                                  |
| 23       | BW   | Datei hochladen                                                                                 | Wohnhaus (1874)                                                | G   | Mittelstrasse 38 599717 / 200528                             |                                                                                                  |
| 34       | BW   | Datei hochladen                                                                                 | Wohnhaus (1872)                                                | G   | Wildhainweg 4 599504 / 199782                                |                                                                                                  |
| 39       | BW   | Datei hochladen                                                                                 | Wohnhaus (1870–80)                                             | G   | Neubrückstrasse 19 600011 / 200307                           |                                                                                                  |
| 53–57    | BW   | Datei hochladen                                                                                 | Reihenhauszeile (1874, 1889)                                   | G   | Pavillonweg 1–13 599630 / 199793                             |                                                                                                  |
| 66 ff.   | BW   | Datei hochladen                                                                                 | Mon Repos (1875–1877)                                          | G   | Zähringerstrasse 22–28 599711 / 200453                       |                                                                                                  |
| 75       | BW   | Datei hochladen                                                                                 | Ehemaliges Kantonales Frauenspital (1873–1876)                 | G   | Schanzeneckstrasse 1 599771 / 199903                         |                                                                                                  |
| 81 ff.   | BW   | Datei hochladen                                                                                 | sieben Reihenmehrfamilienhäuser (1877–1879)                    | G   | Schanzeneckstrasse 7–19 599631 / 199894                      |                                                                                                  |
| 89       | BW   | Datei hochladen                                                                                 | Industriegebäude (1877)                                        | G   | Hallerstrasse 7, 9 599762 / 200123                           |                                                                                                  |
| 101      | BW   | Datei hochladen                                                                                 | Villa (1876)                                                   | G   | Hallerstrasse 5 599747 / 200076                              |                                                                                                  |
| 105      | BW   | Datei hochladen                                                                                 | Doppelvilla (1879)                                             | G   | Länggassstrasse 15 599625 / 200116                           |                                                                                                  |
| 109      | BW   | Datei hochladen                                                                                 | fünfteilige Wohnhausreihe (1880)                               | G   | Kanonenweg 12–18 599718 / 199833                             |                                                                                                  |
| 127      | BW   | Datei hochladen                                                                                 | Wohnhaus (1879)                                                | G   | Malerweg 1 599930 / 200033                                   |                                                                                                  |
| 163      | BW   | Datei hochladen                                                                                 | vierteiliges Reihenmietshaus (1864)                            | G   | Mittelstrasse 15–21 599642 / 200413                          |                                                                                                  |
| 173      | BW   | Datei hochladen                                                                                 | Wohnhaus mit Gastwirtschaft (1880)                             | G   | Erlachstrasse 3 599688 / 200024                              |                                                                                                  |
| 185      | ja   | Datei hochladen                                                                                 | Mehrfamilienhaus (1890)                                        | G   | Falkenweg 9 599835 / 200059                                  |                                                                                                  |
| 206      | BW   | Datei hochladen                                                                                 | Einfamilienhaus (1887)                                         | G   | Erlachstrasse 19 599517 / 200065                             |                                                                                                  |
| 210      | BW   | Datei hochladen                                                                                 | Villa (1874/75)                                                | G   | Zähringerstrasse 5 599879 / 200229                           |                                                                                                  |
| 214      | BW   | Datei hochladen                                                                                 | Etagenwohnhaus (1888/89)                                       | G   | Erlachstrasse 9 599606 / 200044                              |                                                                                                  |
| 215      | BW   | Datei hochladen                                                                                 | Villa (1888/89)                                                | G   | Erlachstrasse 17 599551 / 200056                             |                                                                                                  |
| 222 ff.  | BW   | Datei hochladen                                                                                 | Villenartiges Wohnhaus (1878)                                  | G   | Länggassstrasse 20 599612 / 200186                           |                                                                                                  |
| 227      | BW   | Datei hochladen                                                                                 | Etagenwohnhaus (1888/89)                                       | G   | Erlachstrasse 11 599579 / 200051                             |                                                                                                  |
| 241      | BW   | Datei hochladen                                                                                 | Herrenstock des Stadtbachguts (1700)                           | G   | Stadtbachstrasse 36 599555 / 199775                          |                                                                                                  |
| 242      | BW   | Datei hochladen                                                                                 | Villa Wildhain (1861)                                          | G   | Wildhainweg 16 599428 / 199890                               |                                                                                                  |
| 271      | ja   | Datei hochladen · Wikidata zu Universität Bern, Uni Mittelstrasse (Q133054940)                  | Verwaltungsgebäude (1903)                                      | G   | Mittelstrasse 43 599775 / 200516                             |                                                                                                  |
| 276 ff.  | BW   | Datei hochladen                                                                                 | vierteilige Wohnhauszeile (1890)                               | G   | Gesellschaftsstrasse 13–17 599895 / 200102                   |                                                                                                  |
| 297      | BW   | Datei hochladen                                                                                 | Reihenwohnhäuser (1891/92)                                     | G   | Erlachstrasse 20–30 599493 / 200115                          |                                                                                                  |
| 326      | BW   | Datei hochladen                                                                                 | Reihenmietshaus Falkenburg (1894/95)                           | G   | Falkenhöheweg 15a–20 599672 / 199967                         |                                                                                                  |
| 329      | BW   | Datei hochladen                                                                                 | Reiheneinfamilienhäuser (1893)                                 | G   | Falkenhöheweg 4–7 599694 / 199934                            |                                                                                                  |
| 342 ff.  | BW   | Datei hochladen                                                                                 | Doppelwohnhaus (1893)                                          | G   | Donnerbühlweg 11 / Falkenhöheweg 15 599600 / 199969          |                                                                                                  |
| 348      | BW   | Datei hochladen                                                                                 | Reihenhäuser (1894/95)                                         | G   | Alpeneggstrasse 19, 21 / Hallerstrasse 37–43 599919 / 200300 |                                                                                                  |
| 352      | BW   | Datei hochladen                                                                                 | Dreifamilienhaus (1894)                                        | G   | Alpeneggstrasse 7 599953 / 200188                            |                                                                                                  |
| 354      | ja   | Datei hochladen                                                                                 | Wohnhaus mit Gewerberäumen (1894/95)                           | G   | Seidenweg 7 599528 / 200353                                  |                                                                                                  |
| 378      | ja   | Datei hochladen                                                                                 | Doppelwohnhaus (1894)                                          | G   | Falkenhöheweg 2, 3 599739 / 199937                           |                                                                                                  |
| 387      | BW   | Datei hochladen                                                                                 | Doppelwohnhaus (1894/95)                                       | G   | Brückfeldstrasse 15 599841 / 200479                          |                                                                                                  |
| 391      | BW   | Datei hochladen                                                                                 | Villa (1891)                                                   | G   | Alpeneggstrasse 5 599968 / 200163                            |                                                                                                  |
| 393      | BW   | Datei hochladen                                                                                 | Landsitz Alpeneck (1826)                                       | G   | Alpeneggstrasse 14 599959 / 200270                           |                                                                                                  |
| 393      | BW   | Datei hochladen                                                                                 | Ehemaliges Angestelltenhaus (1855)                             | G   | Alpeneggstrasse 10 599964 / 200224                           |                                                                                                  |
| 401      | BW   | Datei hochladen                                                                                 | Etagenwohnhaus (1907)                                          | G   | Donnerbühlweg 32 599478 / 200031                             |                                                                                                  |
| 412      | ja   | Datei hochladen                                                                                 | Wohn- und Geschäftshaus (1897/98)                              | G   | Erlachstrasse 23 599461 / 200080                             |                                                                                                  |
| 432      | BW   | Datei hochladen                                                                                 | Etagenwohnhaus (1894/95)                                       | G   | Erlachstrasse 18 599519 / 200140                             |                                                                                                  |
| 435 ff.  | BW   | Datei hochladen                                                                                 | Blockrandbebauung (1897)                                       | G   | Gesellschaftsstrasse 16–18 599798 / 200229                   |                                                                                                  |
| 460      | BW   | Datei hochladen                                                                                 | Etagenwohnhaus (1899/1900)                                     | G   | Donnerbühlweg 29 599491 / 199996                             |                                                                                                  |
| 484      | BW   | Datei hochladen                                                                                 | Doppelwohnhaus (1897/98)                                       | G   | Erlachstrasse 16 599542 / 200103                             |                                                                                                  |
| 485 ff.  | ja   | Datei hochladen                                                                                 | Etagenwohnhaus (1899)                                          | G   | Donnerbühlweg 31–33 599468 / 200008                          |                                                                                                  |
| 488      | BW   | Datei hochladen                                                                                 | Wohnhaus (1841)                                                | G   | Falkenplatz 18 599772 / 200010                               |                                                                                                  |
| 514 ff.  | BW   | Datei hochladen                                                                                 | Elfteiliger Reihenblock (1901–1903)                            | G   | Zähringerstrasse 48–54 599543 / 200598                       |                                                                                                  |
| 524      | BW   | Datei hochladen                                                                                 | Villa (1878)                                                   | G   | Gesellschaftsstrasse 27 599783 / 200195                      |                                                                                                  |
| 532 ff.  | BW   | Datei hochladen                                                                                 | Vierteiliger Wohnblock (1902/03)                               | G   | Neubrückstrasse 93–99 599806 / 200806                        |                                                                                                  |
| 537 ff.  | BW   | Datei hochladen                                                                                 | Wohn- und Geschäftshaus (1894–1901)                            | G   | Falkenplatz 3–11 599733 / 199992                             |                                                                                                  |
| 551 ff.  | BW   | Datei hochladen                                                                                 | Mehrfamilienhaus (1905)                                        | G   | Brückfeldstrasse 22–26 599783 / 200617                       |                                                                                                  |
| 557      | BW   | Datei hochladen                                                                                 | Blockrandbebauung (1905–1913)                                  | G   | Mittelstrasse 59–61 / Neubrücke 43–49 599910 / 200599        |                                                                                                  |
| 561 ff.  | BW   | Datei hochladen                                                                                 | Reihenwohnhäuser (1905)                                        | G   | Brückfeldstrasse 28–34 599753 / 200655                       |                                                                                                  |
| 579      | BW   | Datei hochladen                                                                                 | Mehrfamilienhaus (1895)                                        | G   | Finkenhubelweg 14 599376 / 199860                            |                                                                                                  |
| 580      | BW   | Datei hochladen                                                                                 | vierteilige Wohnhauszeile (1908)                               | G   | Fellenbergstrasse 10–12 / Lerchenweg 27–29 599398 / 200263   |                                                                                                  |
| 594 ff.  | BW   | Datei hochladen                                                                                 | vier Wohn- und Geschäftshäuser (1905)                          | G   | Hallerstrasse 2–4 / Länggassstrasse 8–10 599708 / 200078     |                                                                                                  |
| 599      | BW   | Datei hochladen                                                                                 | Villa Clematis / Pfarrhaus Pauluskirche (1907)                 | G   | Fellenbergstrasse 8 599388 / 200237                          |                                                                                                  |
| 601 ff.  | BW   | Datei hochladen                                                                                 | Reihenmehrfamilienhäuser (1908)                                | G   | Brückfeldstrasse 8–12 599893 / 200463                        |                                                                                                  |
| 617 ff.  | BW   | Datei hochladen                                                                                 | Wohn- und Geschäftshaus (1908)                                 | G   | Bühlstrasse 59 599529 / 200198                               |                                                                                                  |
| 643      | BW   | Datei hochladen                                                                                 | Mehrfamilienhaus (1890)                                        | G   | Finkenhubelweg 26 599348 / 199924                            |                                                                                                  |
| 698      | BW   | Datei hochladen                                                                                 | Institut für Exakte Wissenschaften (1959–1961)                 | G   | Sidlerstrasse 5 600013 / 200023                              |                                                                                                  |
| 700 ff.  | BW   | Datei hochladen                                                                                 | Dreiteilige Häuserzeile (1910)                                 | G   | Länggassstrasse 23–27 599558 / 200191                        |                                                                                                  |
| 707      | BW   | Datei hochladen                                                                                 | Mehrfamilienhaus (Baujahr unbekannt)                           | G   | Mauerrain 1 599741 / 199776                                  |                                                                                                  |
| 713      | BW   | Datei hochladen                                                                                 | Villa zum Amsely (1915/16)                                     | G   | Pavillonweg 12 599605 / 199842                               |                                                                                                  |
| 714      | BW   | Datei hochladen                                                                                 | Wohnhaus (1876/77)                                             | G   | Pavillonweg 14 599596 / 199862                               |                                                                                                  |
| 715 ff.  | BW   | Datei hochladen                                                                                 | Mehrfamilienhaus (1915/16)                                     | G   | Bühlplatz 4 599407 / 200158                                  |                                                                                                  |
| 719      | BW   | Datei hochladen                                                                                 | Wohnhaus (1861)                                                | G   | Neufeldstrasse 151 599759 / 200780                           |                                                                                                  |
| 754      | BW   | Datei hochladen                                                                                 | Villa (1869)                                                   | G   | Neufeldstrasse 6 599328 / 200473                             |                                                                                                  |
| 755      | BW   | Datei hochladen                                                                                 | Villa (1870/71)                                                | G   | Neufeldstrasse 10 599336 / 200512                            |                                                                                                  |
| 768 ff.  | BW   | Datei hochladen                                                                                 | Reihenhauszeilen (1876/77)                                     | G   | Bäckereiweg 1–23 599351 / 200550                             |                                                                                                  |
| 834 ff.  | BW   | Datei hochladen                                                                                 | siebenteilige Wohnhausreihe (1879–1889)                        | G   | Muesmattstrasse 33–43 599277 / 200313                        |                                                                                                  |
| 839      | BW   | Datei hochladen                                                                                 | Wohn- und Bürogebäude Chocolat Tobler (1932/33)                | G   | Länggassstrasse 51 599335 / 200396                           |                                                                                                  |
| 851      | BW   | Datei hochladen                                                                                 | Schulgebäude (1860)                                            | G   | Neufeldstrasse 20 599427 / 200598                            |                                                                                                  |
| 868      | BW   | Datei hochladen                                                                                 | Ehemaliges Kantonales Oberseminar (1904)                       | G   | Muesmattstrasse 27 599219 / 200150                           |                                                                                                  |
| 868      | ja   | Datei hochladen · Wikidata zu Universität Bern, Gebäude des Instituts für Anatomie (Q113952736) | Universität Bern, Institut für Anatomie (1891)                 | G   | Bühlstrasse 26 599335 / 200035                               |                                                                                                  |
| 868      | BW   | Datei hochladen                                                                                 | Institut für Physiologie (Hallerianum) (1891)                  | G   | Bühlplatz 5 599382 / 200110                                  |                                                                                                  |
| 868      | BW   | Datei hochladen                                                                                 | Schulhaus (1933)                                               | G   | Muesmattstrasse 29 599229 / 200223                           |                                                                                                  |
| 871 ff.  | BW   | Datei hochladen                                                                                 | Reihenwohnhäuser (1891–1893)                                   | G   | Freiestrasse 47–65 598996 / 200343                           |                                                                                                  |
| 886      | BW   | Datei hochladen                                                                                 | Fabrikgebäude Chocolat Tobler (1898/99)                        | G   | Länggassstrasse 49 599360 / 200347                           |                                                                                                  |
| 932 ff.  | BW   | Datei hochladen                                                                                 | Reiheneinfamilienhäuser (1897)                                 | G   | Drosselweg 5–27 598974 / 200318                              |                                                                                                  |
| 951      | BW   | Datei hochladen                                                                                 | Ehemalige Gaserei, Maschinenhaus und Kraftzentrale (1899–1910) | G   | Fabrikstrasse 4 598758 / 200154                              |                                                                                                  |
| 951      | ja   | Datei hochladen                                                                                 | Ehemalige Weichenbauhalle (1914)                               | G   | Fabrikstrasse 6 598763 / 200192                              |                                                                                                  |
| 964 ff.  | BW   | Datei hochladen                                                                                 | elf Reiheneinfamilienhäuser (1897/98)                          | G   | Amselweg 5–25 598956 / 200287                                |                                                                                                  |
| 999      | BW   | Datei hochladen                                                                                 | Villa (1899)                                                   | G   | Beaulieustrasse 72 599509 / 200887                           |                                                                                                  |
| 1000 ff. | BW   | Datei hochladen                                                                                 | Reiheneinfamilienhäuser (1899–1905)                            | G   | Eschenweg 5–25 599029 / 200407                               |                                                                                                  |
| 1006     | ja   | Datei hochladen                                                                                 | Zweistöckige Reihenwohnhäuser (um 1900)                        | G   | Distelweg 5–25 598937 / 200254                               |                                                                                                  |
| 1057 ff. | BW   | Datei hochladen                                                                                 | Wohnblock (1904)                                               | G   | Freiestrasse 28–30 599211 / 200291                           |                                                                                                  |
| 1065     | BW   | Datei hochladen                                                                                 | Doppelwohnhaus (1906)                                          | G   | Freiestrasse 12 599318 / 200220                              |                                                                                                  |
| 1087     | BW   | Datei hochladen                                                                                 | Villa (1907/08)                                                | G   | Sahlistrasse 37 599070 / 200098                              |                                                                                                  |
| 1090 ff. | BW   | Datei hochladen                                                                                 | Wohnblock (1903)                                               | G   | Fichtenweg 1–3 599102 / 200397                               |                                                                                                  |
| 1099 ff. | BW   | Datei hochladen                                                                                 | Mehrfamilienhauszeile (1909/10)                                | G   | Blumensteinstrasse 2–18 599107 / 200464                      |                                                                                                  |
| 1105 ff. | ja   | Datei hochladen                                                                                 | Mehrfamilienhauszeile (1907–1910)                              | G   | Blumensteinstrasse 1–11, 15, 17 599093 / 200441              |                                                                                                  |
| 1181     | BW   | Datei hochladen                                                                                 | Schulhaus Länggasse (1891)                                     | G   | Neufeldstrasse 40 599568 / 200710                            |                                                                                                  |
| 1197     | ja   | Datei hochladen · Wikidata zu Tiefenaubrücke (Q2431849)                                         | Tiefenaubrücke (1846–1850)                                     | G   | Tiefenaubrücke 601385 / 202876                               |                                                                                                  |
| 1201     | BW   | Datei hochladen                                                                                 | Landhaus Belmont (1830)                                        | G   | Reichenbachstrasse 8 600316 / 201714                         |                                                                                                  |
| 1208     | BW   | Datei hochladen                                                                                 | Wohn- und Gewerbehaus Zeigermätteli (1879/80)                  | G   | Schützenmattstrasse 12 600174 / 200264                       |                                                                                                  |
| 1210     | BW   | Datei hochladen · Wikidata zu Hotel Innere Enge (Q55503045)                                     | Restaurant Innere Enge (1865)                                  | G   | Engestrasse 54 600058 / 201107                               |                                                                                                  |
| 1211     | BW   | Datei hochladen                                                                                 | Wohnhaus (1924)                                                | G   | Reichenbachstrasse 4 600284 / 201672                         |                                                                                                  |
| 1213     | BW   | Datei hochladen                                                                                 | Verwaltungsgebäude (1891)                                      | G   | Neubrückstrasse 10 600091 / 200268                           |                                                                                                  |
| 1228     | BW   | Datei hochladen                                                                                 | Primarschulhaus Enge-Felsenau (1910/11)                        | G   | Studerstrasse 56 600157 / 201695                             |                                                                                                  |
| 1228     | BW   | Datei hochladen                                                                                 | Turnhalle Primarschulhaus Enge-Felsenau (1930/31)              | G   | Studerstrasse 56b 600188 / 201738                            |                                                                                                  |
| 1233     | BW   | Datei hochladen                                                                                 | Landhaus Engeried (1906)                                       | G   | Daxelhoferstrasse 20 600008 / 200938                         |                                                                                                  |
| 1235 ff. | BW   | Datei hochladen                                                                                 | Doppelmehrfamilienhaus (1904/05)                               | G   | Daxelhoferstrasse 5–7 599865 / 200854                        |                                                                                                  |
| 1237     | BW   | Datei hochladen                                                                                 | Villa (1905)                                                   | G   | Engestrasse 49 600020 / 201027                               |                                                                                                  |
| 1247 ff. | BW   | Datei hochladen                                                                                 | Etagenwohnhaus (1908)                                          | G   | Diesbachstrasse 9–11 599880 / 200897                         |                                                                                                  |
| 1241 ff. | BW   | Datei hochladen                                                                                 | Doppelmehrfamilienhaus (1905/06)                               | G   | Daxelhoferstrasse 1–3 599838 / 200842                        |                                                                                                  |
| 1249 ff. | BW   | Datei hochladen                                                                                 | Doppelwohnhaus (1907)                                          | G   | Diesbachstrasse 13–15 599903 / 200908                        |                                                                                                  |
| 1251     | BW   | Datei hochladen                                                                                 | Einfamilienhaus (1908)                                         | G   | Diesbachstrasse 17 599927 / 200917                           |                                                                                                  |
| 1256 ff. | BW   | Datei hochladen                                                                                 | Doppelwohnhaus (1908)                                          | G   | Diesbachstrasse 6–8 599823 / 200912                          |                                                                                                  |
| 1261 ff. | BW   | Datei hochladen                                                                                 | Doppelvilla (1908)                                             | G   | Daxelhoferstrasse 17–19 599982 / 200885                      |                                                                                                  |
| 1263     | BW   | Datei hochladen                                                                                 | Villa (1908)                                                   | G   | Daxelhoferstrasse 21 600013 / 200881                         |                                                                                                  |
| 1267 ff. | BW   | Datei hochladen                                                                                 | Mehrfamilienhaus (1910–1914)                                   | G   | Studerstrasse 58–62 600196 / 201677                          |                                                                                                  |
| 1273     | BW   | Datei hochladen                                                                                 | zwei Doppelwohnhäuser (1911/12)                                | G   | Diesbachstrasse 1–7 599832 / 200879                          |                                                                                                  |
| 1289     | BW   | Datei hochladen                                                                                 | Wohnhaus (1914)                                                | G   | Reichenbachstrasse 6 600295 / 201694                         |                                                                                                  |
| 1300     | BW   | Datei hochladen                                                                                 | Ehemalige Spinnerei Felsenau (1872)                            | G   | Felsenaustrasse 17 600237 / 202248                           |                                                                                                  |
| 1300     | BW   | Datei hochladen                                                                                 | Direktorenvilla Spinnerei Felsenau (1871)                      | G   | Spinnereiweg 4 600268 / 202096                               |                                                                                                  |
| 1307     | ja   | Datei hochladen · Wikidata zu Brauerei Felsenau (Q900178)                                       | Brauerei Felsenau (1882–1898)                                  | G   | Strandweg 33 600138 / 202384                                 |                                                                                                  |
| 1307     | BW   | Datei hochladen                                                                                 | Büro- und Wohngebäude Brauerei Felsenau (1907)                 | G   | Strandweg 34 600103 / 202369                                 |                                                                                                  |
| 1310     | BW   | Datei hochladen                                                                                 | Chalet Margherita (1904)                                       | G   | Reichenbachstrasse 68 600615 / 202301                        |                                                                                                  |
| 1319     | BW   | Datei hochladen                                                                                 | Villa (1903)                                                   | G   | Felsenaustrasse 34 600250 / 202417                           |                                                                                                  |
| 1320     | BW   | Datei hochladen                                                                                 | Absonderungshaus Tiefenauspital (1947–1949)                    | G   | Tiefenaustrasse 126 601281 / 202744                          |                                                                                                  |
| 1321     | ja   | Datei hochladen · Wikidata zu Kraftwerk Felsenau (Q5442615)                                     | Kraftwerk Felsenau (1907–1909)                                 | G   | Felsenaustrasse 51 600030 / 201969                           |                                                                                                  |
| 1321     | ja   | Datei hochladen · Wikidata zu Seftausteg (Q2265832)                                             | Seftausteg (1920/21)                                           | G   | Seftausteg 600019 / 202030                                   | Objekt liegt hälftig auf dem Gemeindegebiet von Bern (ID 1321) und Bremgarten bei Bern (ID 136). |
| 1342     | BW   | Datei hochladen                                                                                 | Ökonomiegebäude Gasthaus Neubrück (um 1800)                    | G   | Neubrückstrasse 204a 599246 / 202447                         |                                                                                                  |
| 1361     | BW   | Datei hochladen                                                                                 | Kindergarten (1930)                                            | G   | Neufeldstrasse 8 599312 / 200500                             |                                                                                                  |
| 1363     | ja   | Datei hochladen · Wikidata zu Schulgebäude Freies Gymnasium (Q113950458)                        | Freies Gymnasium (1970–1972)                                   | G   | Beaulieustrasse 55 599666 / 200974                           |                                                                                                  |
| 1451 ff. | BW   | Datei hochladen                                                                                 | Wohn- und Geschäftsblöcke (1921)                               | G   | Länggassstrasse 30–34 599529 / 200261                        |                                                                                                  |
| 1488 ff. | BW   | Datei hochladen                                                                                 | Mehrfamilienhauszeile (1923/24)                                | G   | Neubrückstrasse 70–82 599907 / 200708                        |                                                                                                  |
| 1593     | BW   | Datei hochladen                                                                                 | Dependance der ehemaligen Pension Jolimont (1825)              | G   | Reichenbachstrasse 51 600442 / 202100                        |                                                                                                  |
| 1605 ff. | BW   | Datei hochladen                                                                                 | Reihenmehrfamilienhäuser (1924–1926)                           | G   | Aebistrasse 14–20 599096 / 200271                            |                                                                                                  |
| 1651     | BW   | Datei hochladen                                                                                 | Wohnhaus (1925)                                                | G   | Beaulieustrasse 21 599535 / 200856                           |                                                                                                  |
| 1729     | BW   | Datei hochladen                                                                                 | Ehemaliger Landsitz (1735)                                     | G   | Hochfeldstrasse 101 599612 / 200836                          |                                                                                                  |
| 1732     | BW   | Datei hochladen                                                                                 | Wohnstock (1760)                                               | G   | Fährstrasse 34 600265 / 202657                               |                                                                                                  |
| 1921     | BW   | Datei hochladen                                                                                 | Wohnhaus (1932)                                                | G   | Asterweg 18 600465 / 202222                                  |                                                                                                  |
| 1955 ff. | BW   | Datei hochladen                                                                                 | fünf Mehrfamilienhäuser (1932–1934)                            | G   | Beaulieustrasse 7–17 599453 / 200805                         |                                                                                                  |
| 2015 ff. | BW   | Datei hochladen                                                                                 | vierteilige Wohnhausreihe (1934/35)                            | G   | Hallerstrasse 49–55 599991 / 200367                          |                                                                                                  |
| 2026     | BW   | Datei hochladen                                                                                 | Ehemaliges Restaurant Felsenau (1865)                          | G   | Fährstrasse 2 600207 / 202428                                |                                                                                                  |
| 2046     | BW   | Datei hochladen                                                                                 | Wohnhaus (1852)                                                | G   | Stadtbachstrasse 58 599421 / 199735                          |                                                                                                  |
| 2157     | BW   | Datei hochladen                                                                                 | Villa (1891)                                                   | G   | Bonstettenstrasse 16 599950 / 200846                         |                                                                                                  |
| 2231     | ja   | Datei hochladen · Wikidata zu Halenbrunnen (Q56452451)                                          | Halenbrunnen (1914)                                            | K   | Halenstrasse N.N. 598853 / 200635                            |                                                                                                  |
| 2294     | ja   | Datei hochladen · Wikidata zu Heiligkreuz (Bern) (Q16058576)                                    | Heiligkreuzkirche (1966–1968)                                  | G   | Kastellweg 7 600927 / 202532                                 |                                                                                                  |
| 2348     | ja   | Datei hochladen                                                                                 | Tiefenaubrücke SZB (1963–1965)                                 | G   | Tiefenaubrücke SZB 601404 / 202874                           |                                                                                                  |
| 2586     | ja   | Datei hochladen · Wikidata zu Henkerbrünnli (Q56249431)                                         | Henkerbrünnli (1829)                                           | K   | Neubrückstrasse N.N. 600022 / 200297                         |                                                                                                  |
| 2659     | ja   | Datei hochladen                                                                                 | Lokomotivdepot SBB (1910–1913), Bahndepot Aebimatt             | G   | Depotstrasse 29–33 598954 / 200057                           |                                                                                                  |
| 2661     | ja   | Datei hochladen · Wikidata zu Lorraineviadukt (Q1870402)                                        | Eisenbahnbrücke (1937–1941)                                    | G   | Lorraineviadukt 600252 / 200314                              |                                                                                                  |
| 2670     | BW   | Datei hochladen                                                                                 | Ehemalige Waggonfabrik Bern, Verwaltungsgebäude (um 1870)      | G   | Fabrikstrasse 14 598868 / 200266                             |                                                                                                  |
| 2674     | BW   | Datei hochladen                                                                                 | Verwaltungsgebäude von Roll (1907)                             | G   | Fabrikstrasse 2 598786 / 200127                              |                                                                                                  |
| 2713     | BW   | Datei hochladen                                                                                 | Gasthaus Neubrück (1603)                                       | G   | Neubrückstrase 204 599221 / 202447                           |                                                                                                  |